# Ентін Марк Абрамович
Марк Абрамович Е́нтін (нар. 7 квітня 1940, Харків — пом. 28 травня 2006, Харків) — український режисер, сценарист, драматург, педагог, музично-громадський діяч. Заслужений діяч мистецтв України (1998), лауреат міжнародних і всеукраїнських фестивалів та конкурсів у галузі режисури і драматургії, лауреат муніципальної премії в галузі мистецтва. Член Національної спілки театральних діячів України.

## Життєпис
Марк Абрамович Ентін народився 7 квітня 1940 року у Харкові. У 1964 році закінчив Харківський інженерно-будівельний інститут. Навчався на режисерському факультеті Театрального училища ім. Б. Щукіна (Москва, 1975).
Митець за багато років змінив чимало професій. Працював архітектором, редактором телебачення, режисером. Упродовж 1971—1976 років працював режисером Палацу студентів Харківського політехнічного інституту, театру Будинку вчителя (Харків, 1976—1977), ТЮГів Іркутська (1977—1978), Красноярська (1979), Новосибірська (1981), драматичних театрів м. Орел (1977—1984, з перервами), Таллінн (1982), Тбілісі (1984—1985).
Автор циркових програм та номерів, монологів, фейлетонів, інтермедій для естради, іронічної та ліричної прози. Друкувався в газетах та журналах (Український театр, Радянська культура).
Від 1985 — режисер театрів Харкова. Водночас у 1992—2004 роках обіймав посаду старшого викладача, доцента Харківської державної академії культури.
У 1998 році отримав почесне звання «Заслужений діяч мистецтв України». Нагороджений срібною медаллю «За творчі досягнення» ВДНГ СРСР.
Пішов з життя 28 травня 2006 року у Харкові.

## Автор
- 1966 — п'єса «Івушкін з шістнадцятої» (в 2-х ч., Москва).
- 1975 — пісні до к/ф: «Втеча з палацу» (реж. М. Малецький).
- 1978 — «Будьте напоготові, Ваша високосте!» (реж. В. Попков, обидва — Київська студія художніх фільмів ім. О. Довженка).
- 1983 — сценарій «Сказання про братерство» (Москва, 1983).
- 1987 — п'єса «Ну, Гулівер!..» (Москва).
- 1990 — п'єса «Тобі, до запитання» (Київ).
- 1992 — кіносценарій «У Парижі солі до середи» (Москва).
- Было и не прошло… / Марк Энтин // Воспоминания о Марке Карминском / Ин-т музыкознания ; сост. Г. И. Ганзбург. Харьков: Каравелла, 2000. С. 81-88.